# جواز سفر

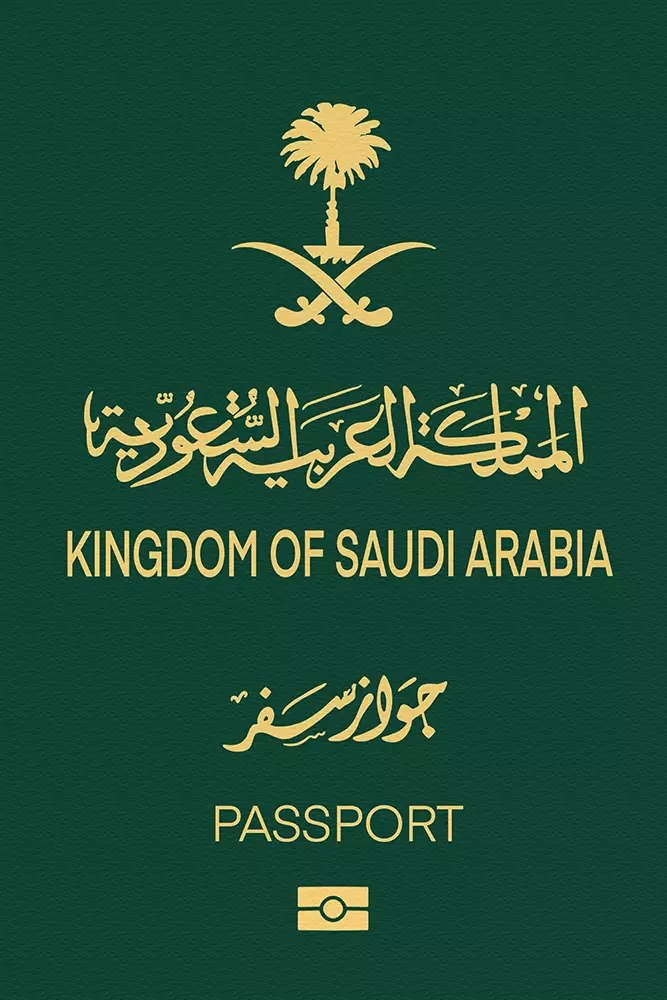
جواز سفر سعودي

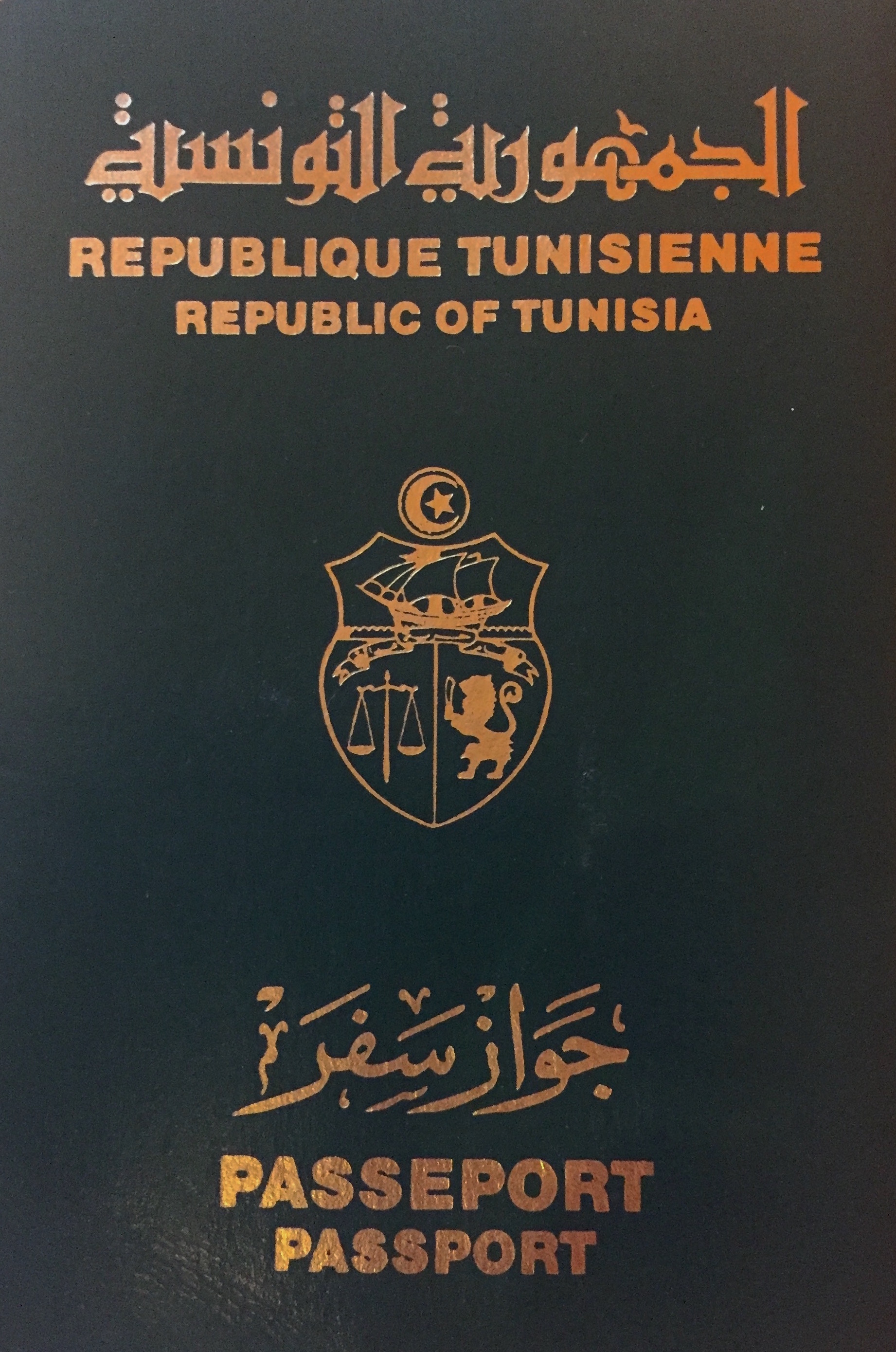
جواز سفر تونسي

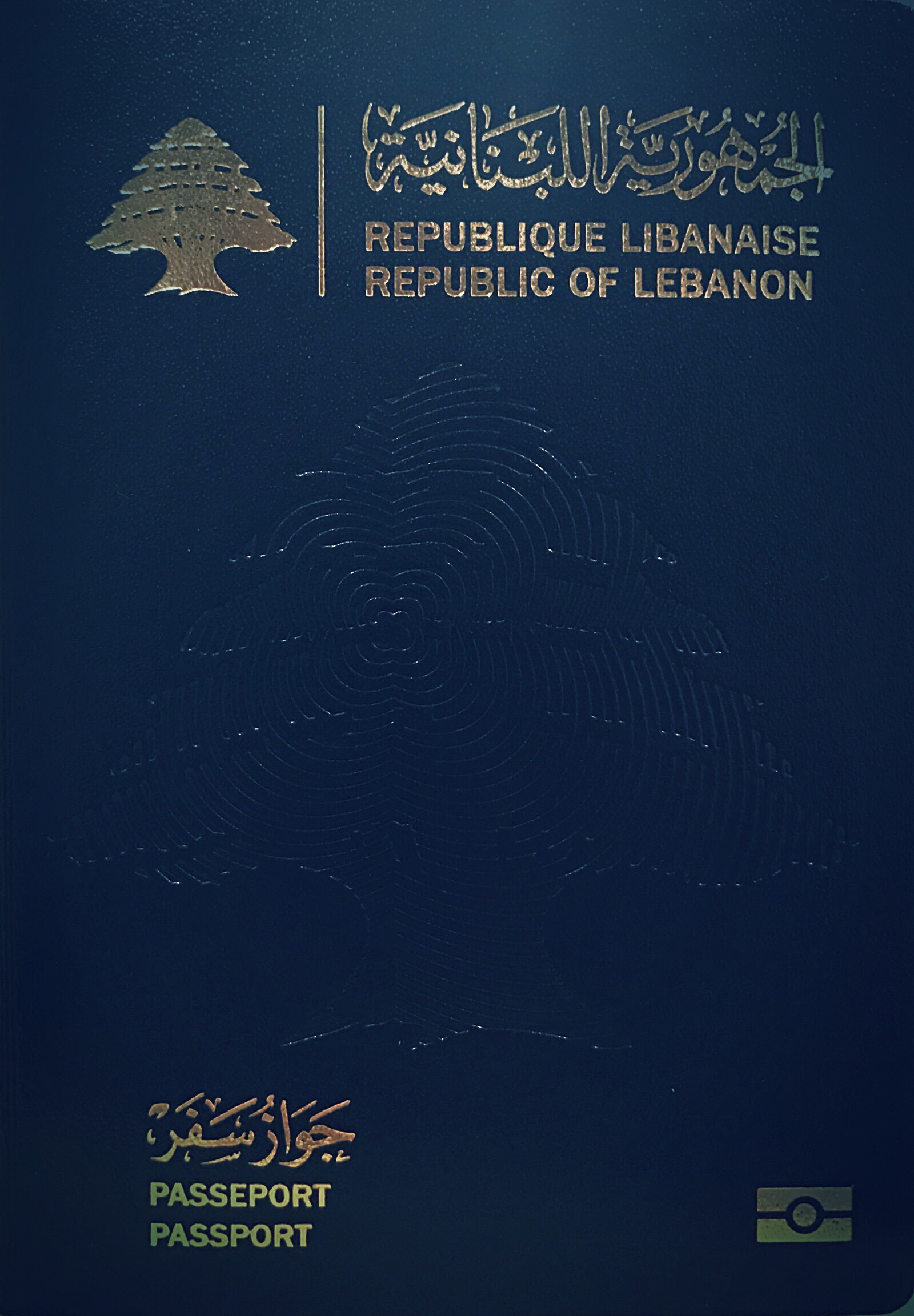
جواز سفر لبناني

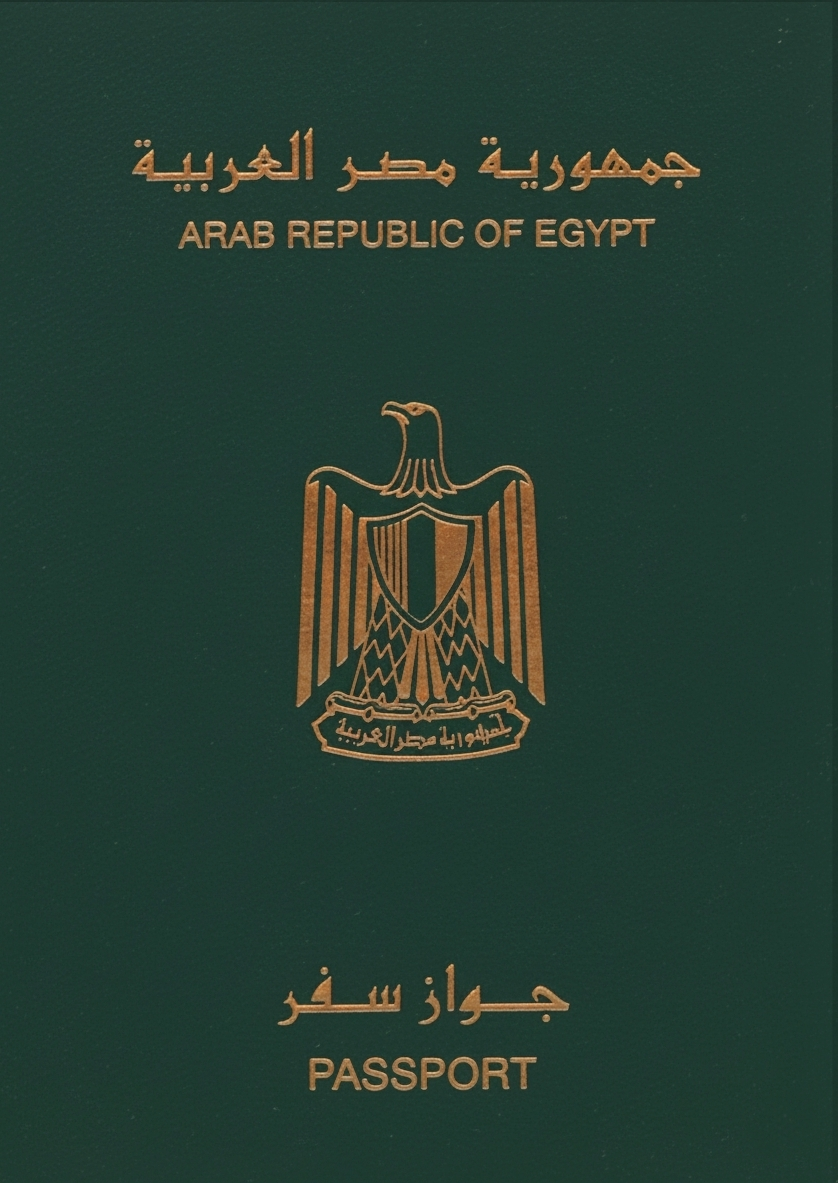
جواز سفر مصري

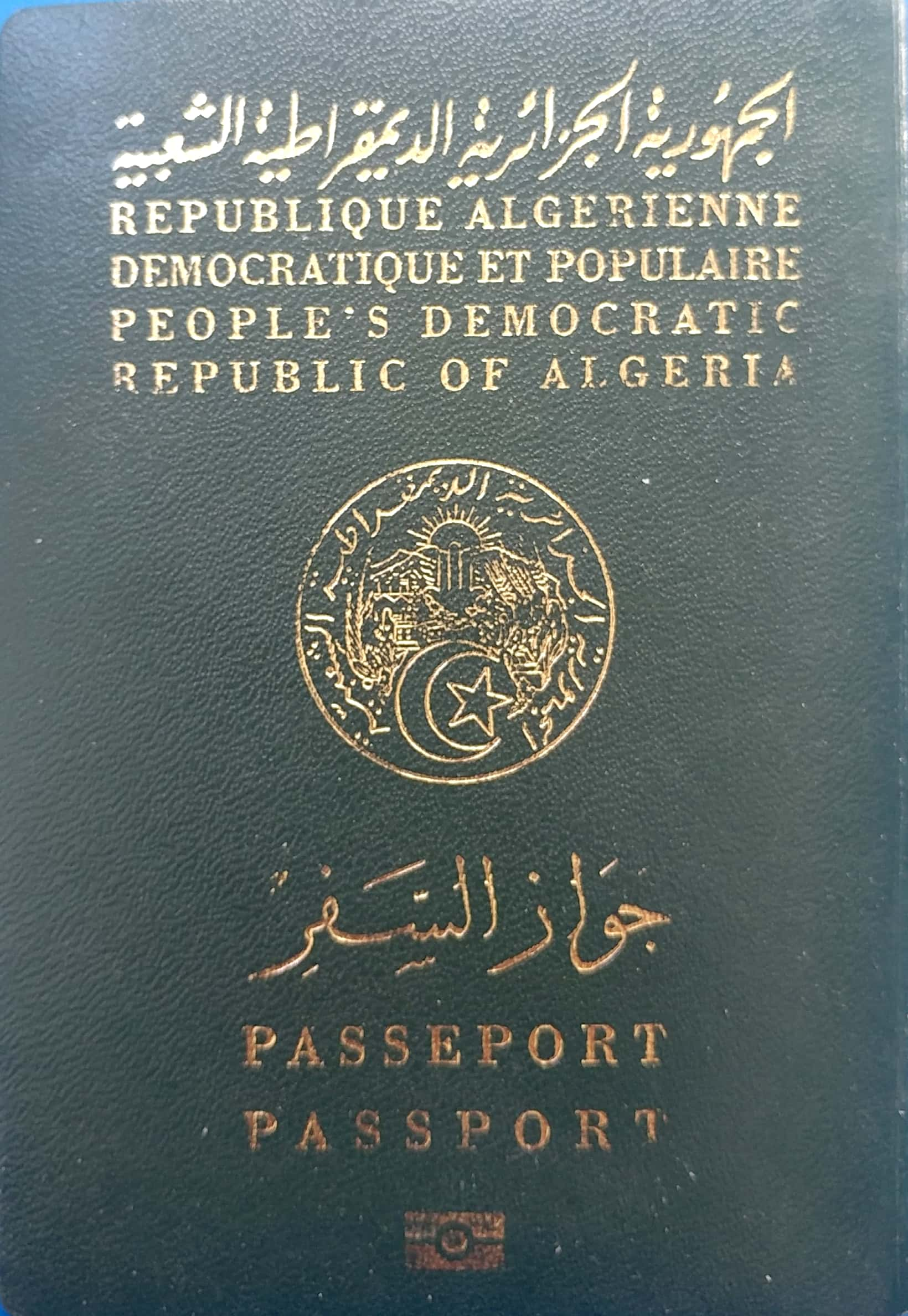
جواز سفر جزائري

جواز السفر هو وثيقة رسمية للسفر، تقر من خلال الدولة التي يتبعها مواطن ما، التي تعرف حاملها من حيث جنسيته وهويته طبقاً للدولة التي ينتمي إليها، وتسمح هذه الوثيقة لحاملها بدخول والمرور خلال الدول الأخرى، جوازات السفر مرتبطة بصفة الحماية للشخص الحامل لها من قبل الدولة المنتمي لها ذلك الشخص، والحق بدخول أية دولة بصفته وجنسيته. عموماً، حق الحماية لا ينشأ من كون الشخص حامل لذلك الجواز، ولا أيضاً حق دخول دولة معينة، كلا الحقين يأتيان فقط من قومية الشخص، فجواز السفر يثبت هوية حامله، وبالتالي، حق دخولهم وحق حمايتهم.
جواز السفر عادة يحتوي على صورة شخصية لحامله، توقيعه، تاريخ الميلاد، جنسيته، وبعض التفاصيل الأخرى الخاصة بالتعريفات الشخصية، بعض الدول على مشارف إعداد جواز سفر إلكتروني، يحمل بصمة الإصبع وبصمة قرنية العين الخاصة بحاملها، لمزيد من التأكيد على هوية المستخدمين وعدم التزوير أو التلاعب بالجنسيات، جوازات السفر مطلوبة عادة للسفر الدولي، ولكن ليس في كل الأحوال، حيث أنها تخدم فقط لكونها وسائل معروفة دولياً لتأكيد هوية المسافر، لذلك هذه الوسيلة من الممكن الأستغناء عنها، على سبيل المثال، المواطنين المنتمين لدول الأتحاد الأوروبي لا يحتاجون جوازات السفر للذهاب إلى أية دولة تشمله لقوانين هذا الأتحاد، مؤخراً يستطيع المواطن الأمريكي الذهاب إلى المكسيك، كندا أو حتى الكاريبي فقط باستخدام رخصة القيادة كهوية، وإثبات ميلاد لحاملها، أيضاً لا يحتاج مواطني دول الخليج لجواز السفر للتنقل بين دولهم بل تكفي البطاقة الشخصية ومن هم دون سن 18 عاماً فهم بحاجة لتصريح بالسفر من ولي أمر الشخص.

## تاريخ جوازات السفر

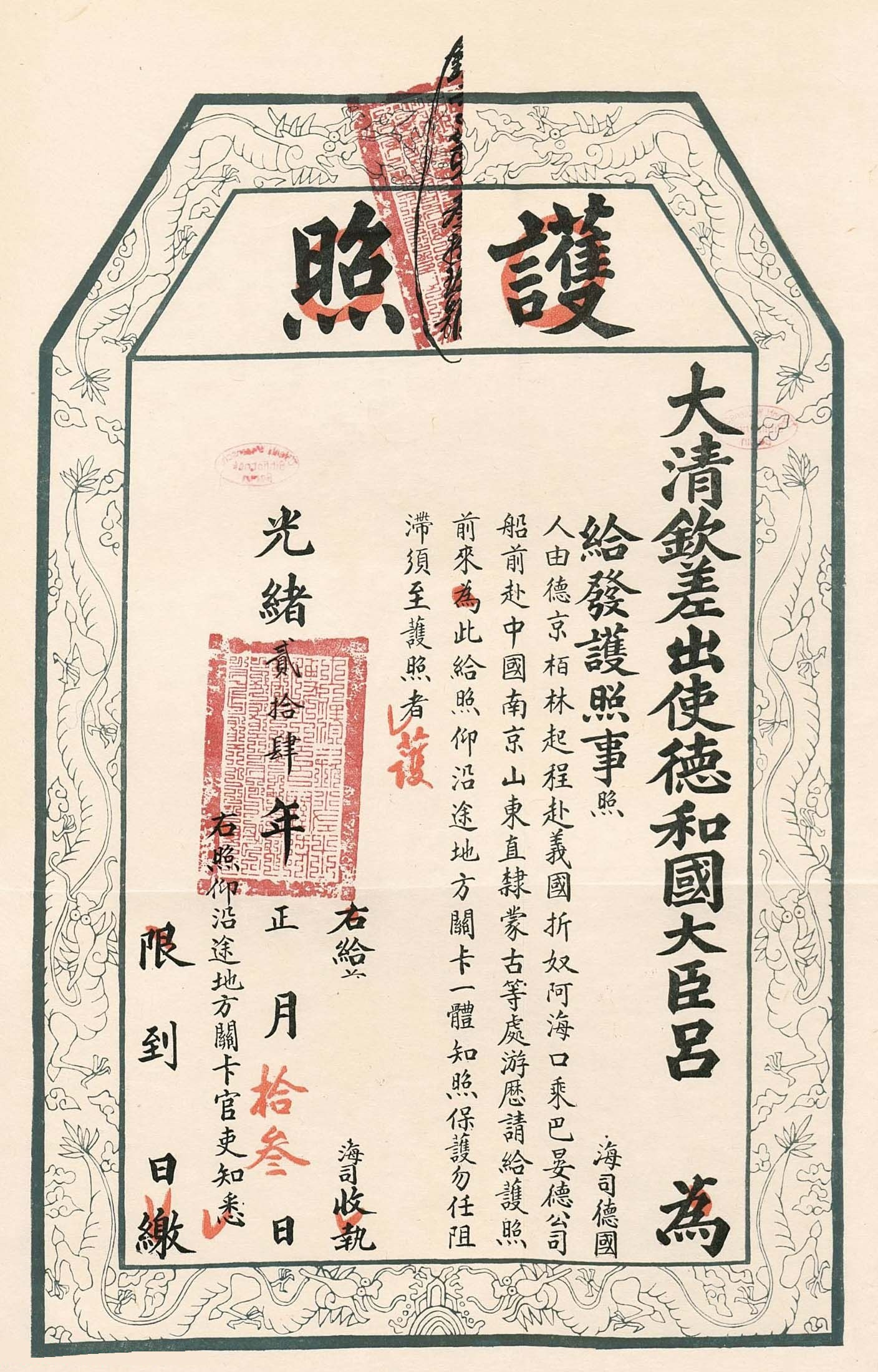
جواز سفر صيني قديم يرجع إلى العام 1898، حقبة سلالة تشينغ الحاكمة (光緒帝)

أحد أقدم المراجع التي عرفت لجوازات السفر،الأنجيل لنحميا، حوالي 450 ق.م؛ نحميا هو خادم رسمي للملك اردشیر یکم أحد ملوك الفرس، أراد أن ياخذ الأذن للسفر إلى جودا، وافق الملك وأعطى نحميا رسالة «إل الحاكم خلف الأنهار» يطلب منه الأمان لنحميا عند مروره بأراضيهم (نحميا 7:2-9).

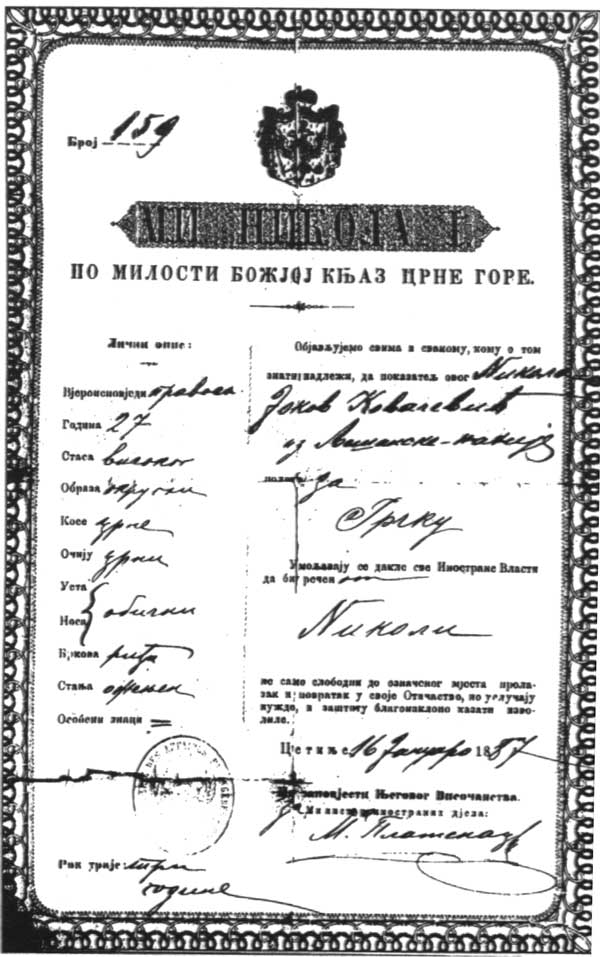
جواز سفر من الجبل الأسود. سابق لصدور خاصية التصوير، ويحمل صفات حامله.

لفظة باسبورت passport لم تأت من sea ports أو موانيء البحر، ولكن من وثيقة بالعصور الوسطى طلبت للعبور خلال بوابة (porte) أسوار أحد المدن، في عصور أوروبا الوسطى، مثل هذه الوثائق يمكن إصدارها لأية مسافر بواسطة السلطات المحلية وعادة ما كانت تحتوي على أسماء مدن وبلاد حيثما يستطيع حامل الوثيقة الذهاب إليها، هذا النظام أستمر في فرنسا، على سبيل المثال حتى سنة 1860، أثناء هذا الوقت لم تكن جوازات السفر تطلب غالباً للسفر إلى الموانيء التي كانت تعتبر مناطق تجارة حرة، ولكنها كانت تطلب للعبور إلى الأراضي الخارجة عن حدود الميناء، الجوازات الحديثة عادة وليس دائماً ما تحمل صفات حاملها الجسدية بالإضافة إلى صورة خاصة بحاملها فقط في العقود الأخيرة من القرن العشرين، حيث أن التصوير أصبح سهلا وأرخص.
خلال الحرب العالمية الأولى، كانت جوازات السفر تستخدم بشكل موسع للسفر الدولي، وفي أغلب المناطق، عدد قليل من الناس كانوا يمتلكونه، طبقاً لموقع جواز سفر كندا «أرتفاع شعبية السفر بالسكة الحديد في أواسط القرن التاسع عشر أدى إلى تفجر السياحة بأوروبا وسبب تعطل كامل لجواز السفر الأوروبي، بالإضافة إلى نظام التأشيرات، رداً على هذه الأزمة، قامت فرنسا بإلغاء جوازات السفر والتأشيرات عام 1861، بعض الدول الأوروبية تبعت هذه الخطوة، وبحلول عام 1914 كانت جوازات السفر قد أهملت عملياً في كافة أنحاء أوروبا» عبور الحدود كان غاية في السهولة ولم يكن هناك طلب لوثيقة مدعمة أو أية مرسوم. مع ذلك، الجوازات الداخلية كانت تطلب بشكل عام للسفر لبن حفنة من الدول، منها الدولة العثمانية وروسيا القيصرية.
خلال الحرب العالمية الأولى كان لدى الحكومات الأوروبية رغبة في منع الأشخاص ذوي المواهب المفيدة أو الطاقات الكامنة من السفر، ومنع أعمال التجسس أو أية تهديدات أمنية أخرى، لذلك طلبت جوازات السفر بشدة عند عبور الحدود. بعد انتهاء الحرب، بقيت الإجرائات الجديدة كما هي ولم تزال، مما أدى إلى انزعاج السياح البريطانيين لعام 1920 بسبب الإجرائات الجديدة وما تسببه لهم من ضيق. وخاصة بسبب الصور المرفقة التي كانت صعبة المنال ذاك الحين، والمواصفات الجسدية التي أعتبرها البعض تصفه بإهانة.
بعد انتهاء الحروب العالمية، قامت عصبة الأمم، لاحقاً الأمم المتحدة والإيكاو «المنظمة الدولية للطيران المدني» أصدروا خطوط إرشادية معيارية، لتصميم وسمات جواز السفر، الخطوط الإرشادية حاكت الجواز الجديد بشكل كبير.
في السنوات الأخيرة، يوجد تحركات لإنتاج جواز السفر الإلكتروني يشمل صفات جينية لتحصين أمن الهوية، إنها في الحاضر مثيرة للتساؤل ما إذا كانت هذه الوسيلة كافية وفعالة لهذه المهمة، الولايات المتحدة الأمريكية مثلاً أجلت إصدار مثل هذه التقنية مرتين كونها غير جديرة بأن يعال عليها.

## أنواعه
- جواز السفر السياحي، أو العادي هي أغلب جوازات السفر التي تصدر للمدنيين وليس لها دلالة خاصة.
- جواز السفر الدبلوماسي تصدر للدبلوماسيين، والممثلين الدبلوماسيين، وبعض موظفي الدولة، طبقاً لقواعد دولة معينة، حمل جواز سفر دبلوماسي لا يمنح بالضرورة حامله حصانة دبلوماسية، بعض المتطلبات التأشيرية للدول ربما يكون لديها بعض المتطلبات المختلفة لجوازات السفر الغير دبلوماسية أو الدبلوماسية. بعض الدول قد تمنح جواز سفر دبلوماسي للأجانب الذين لا يملكون جواز سفر، عادة ما يكونوا أشخاص ذوي أهمية منفيين وعلى سبيل المثال: سافر قسطنطين الثاني آخر ملوك اليونان بجواز سفر دنماركي بعد الانقلاب العسكري ضده.[2]
- جواز السفر الرسمي أو الخدمي يَصدُر لموظفي الدولة (أو أعضاء تقنيين وإداريين) لحكومة ما، يسافرون من أجل مهمة محددة، ومثل هؤلاء لا يصنفون بالدبلوماسيين أو بالمكانة الدبلوماسية، طبقاً لمؤتمر فيينا.
- جواز السفر الخاص تصدر لأصحاب المراتب العليا في الدولة ومساعديهم كوسيلة رسمية لضمان إعفائهم من متطلبات التأشيرة.
- جواز سفر الغرباء يصدر من قبل الدولة للمقيمين غير المدنيين فيها.
- جواز السفر الداخلي تصدر من بعض الدول كوسيلة لضبط الانفجار السكاني، نظام السفر الداخلي السوفييتي، ونظام تسجيل الإقامة «الهوكو» يستخدم في الصين.
- جواز السفر الطاريء أو العاجل تصدر للأشخاص الذين ضاع جواز سفرهم الأصلي أو سرق منهم ويريدون السفر سريعاً.
- جواز سفر الأعمال جواز سفر بأوراق إضافية تصدر لمترددي السفر على دولة.
- جواز السفر العائلي جواز سفر يصدر لأفراد عائلة ما (آباء وأبنائهم).
- ليسيه باسيه (من الفرنسية: laissez-passer دعه يمرّ) اصطلاح دولي للإشارة إلى وثائق مرور لمن ليس لديهم جنسية محددة ولا يحملون جواز سفر. تصدرها الدولة التي يقيم عليها حاملها كجواز سفر طارئ غير رسمي، وأحياناً تصدرها منظمات دولية وغالباً ماتكون للاستعمال باتجاه واحد. لكن عندما تصدر من منظمات دولية كالأمم المتحدة فستكون لتنقلات موظفيها والعاملين فيها وتستعمل لمرات عديدة كجواز سفر وإن كان بمرتبة رسمية أقل حيث أن بعض الدول لا تعترف كلّياً ببطاقات ليسيه باسيه وتطلب الجواز الوطني للداخل.

غالباً ماتستعمل هذه الوثيقة في أوقات الحروب والنزاعات على الأراضي وتنقلات الموطفين الدبلوماسيين في مناطق النزاعات أو المهمات الرسمية. مع ذلك، فهي لا توفر حصانة دبلوماسية لحاملها.

## شروط خاصة بكل دولة لمنح جواز السفر
تضع كل دولة الشروط الخاصة بها لإصدار جواز السفر.
فعلى سبيل المثال، تطلب دولة باكستان من المتقدمين للحصول على جواز سفر الخضوع لمقابلة قبل منح جواز السفر الباكستاني.
وفي البلدان التي يكون فيها السفر خارج حدود الدولة خاضعاً لرقابة عالية مثل كوريا الشمالية، يكون استخدام جواز السفر بمثابة الميزة التي يحصل عليها عدد محدود جداً من الأشخاص الذين يحصلون على ثقة الحكومة. ولا يكون جواز السفر متوفراً بسهولة للعموم في الظروف العادية.
وفي سورية على الذكور الذين أعمارهم بين 17 و 42 عاماً تقديم عدة وثائق تتضمن موافقة شعبة التجنيد للخدمة العسكرية الإلزامية. وإذا كانوا لم يقوموا بالخدمة العسكرية بعد، يتم منحهم جواز سفر صالح لعامين فقط مقارنة بست أعوام صلاحية يتم منحها للإناث أو لمن أتم الخدمة الإلزامية.

## وصلات خارجية
- موقع جواز سفر كندا نسخة محفوظة 28 فبراير 2005 على موقع واي باك مشين.